# Lista de cidades do Sudoeste do Paraná por população

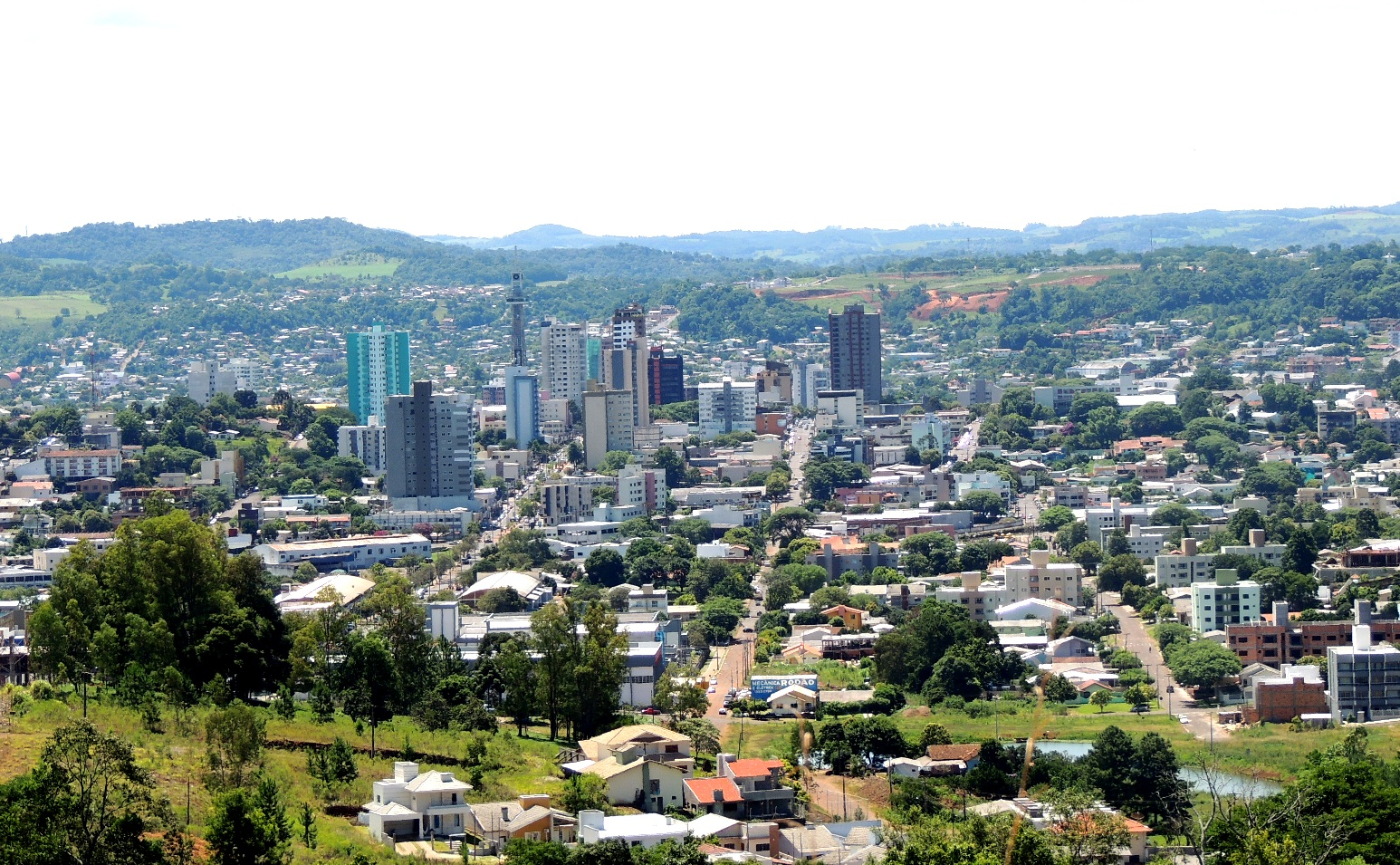
Francisco Beltrão

A mesorregião do Sudoeste do Paraná é a menos populosa dentre as mesorregiões paranaenses.

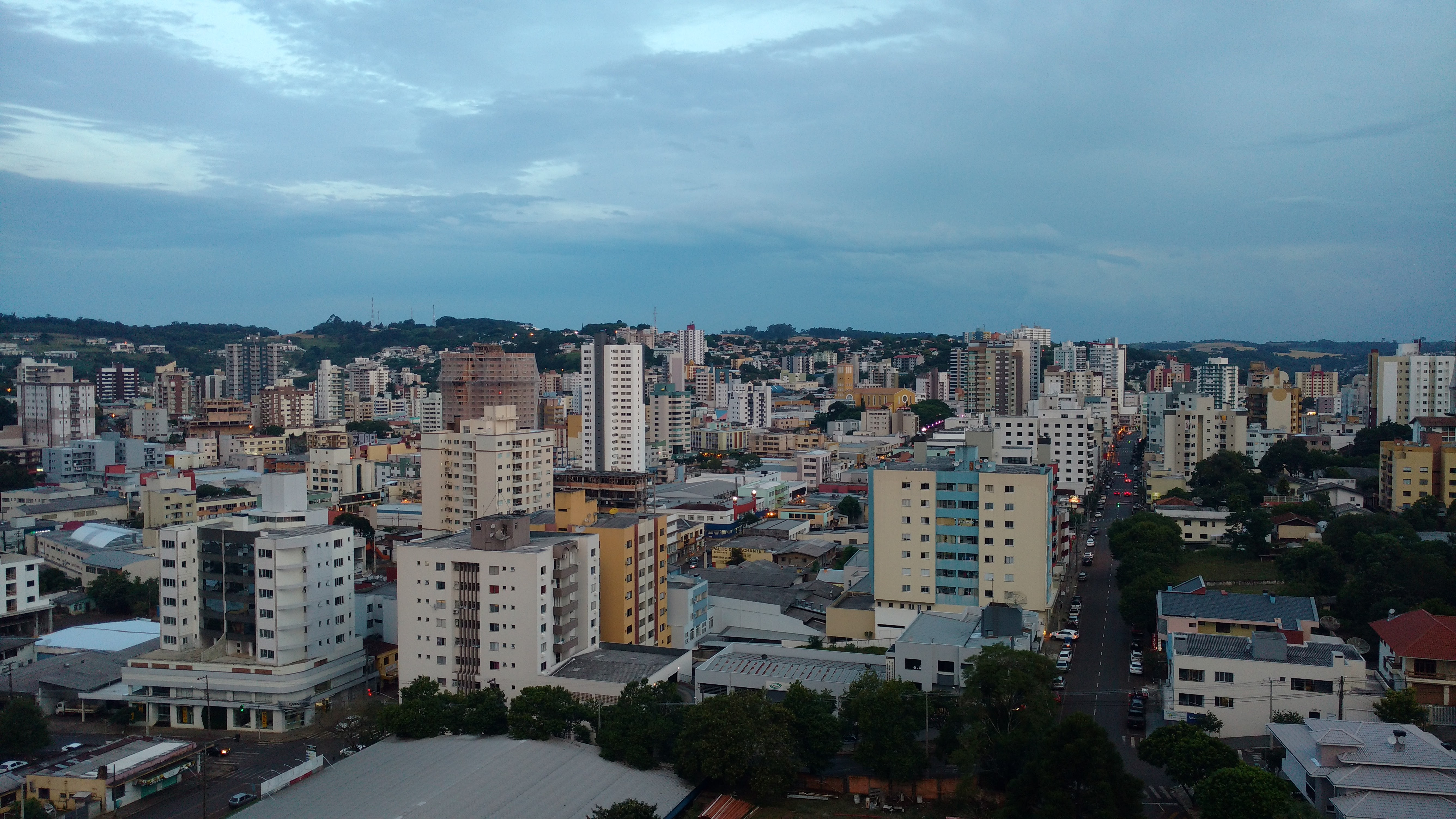
Pato Branco

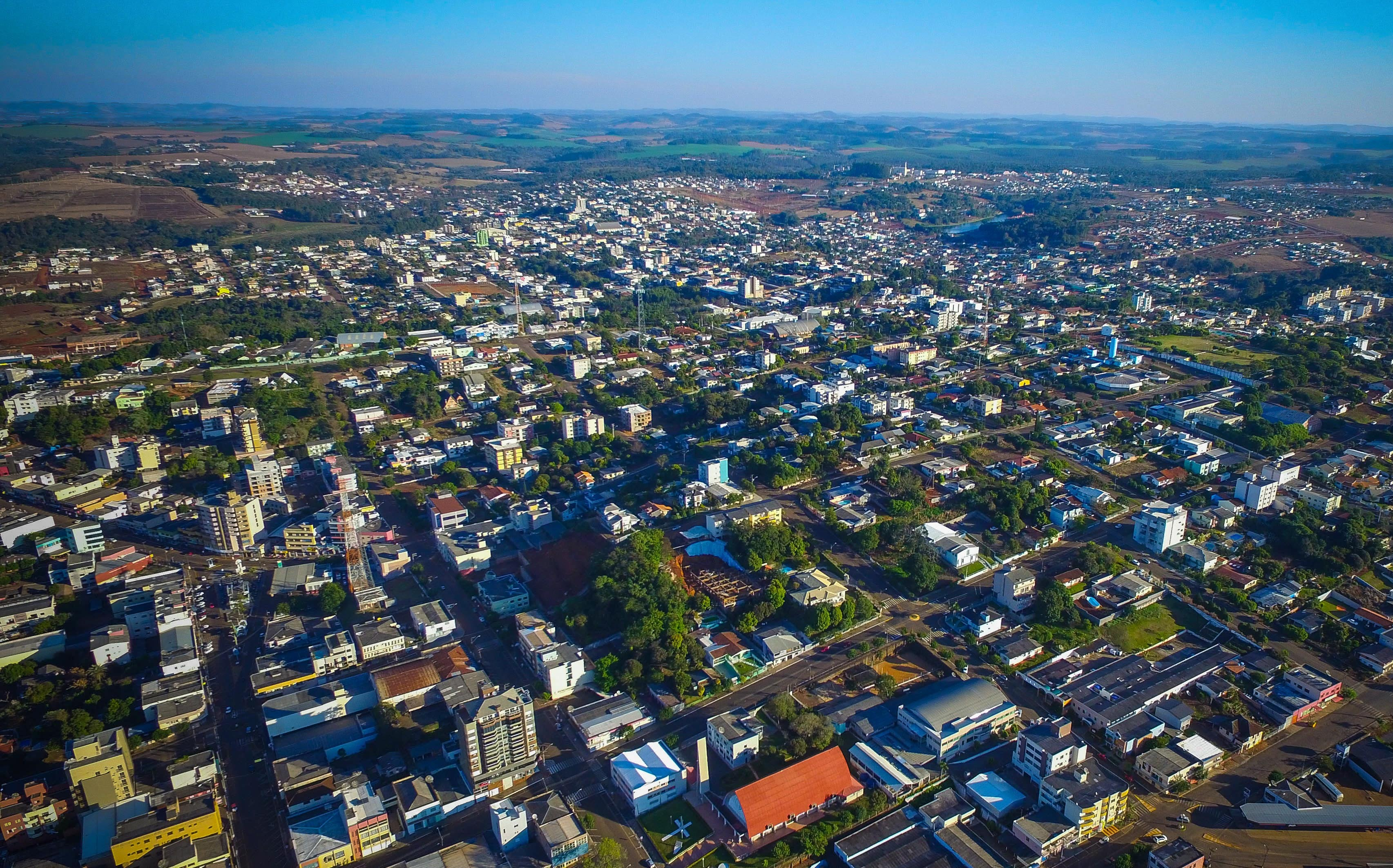
Dois Vizinhos

## Municípios
| Posição | Município                  | População |
| ------- | -------------------------- | --------- |
| 1       | Francisco Beltrão          | 91.093    |
| 2       | Pato Branco                | 82.881    |
| 3       | Dois Vizinhos              | 40.641    |
| 4       | Coronel Vivida             | 20.932    |
| 5       | Santo Antônio do Sudoeste  | 20.031    |
| 6       | Chopinzinho                | 19.327    |
| 7       | Capanema                   | 19.152    |
| 8       | Ampére                     | 19.049    |
| 9       | Realeza                    | 16.922    |
| 10      | Mangueirinha               | 16.868    |
| 11      | Clevelândia                | 16.789    |
| 12      | Salto do Lontra            | 14.797    |
| 13      | Santa Izabel do Oeste      | 14.659    |
| 14      | Marmeleiro                 | 14.320    |
| 15      | Planalto                   | 13.620    |
| 16      | Itapejara d'Oeste          | 11.964    |
| 17      | Nova Prata do Iguaçu       | 10.548    |
| 18      | São João                   | 10.241    |
| 19      | Barracão                   | 10.219    |
| 20      | São Jorge d'Oeste          | 9.050     |
| 21      | Verê                       | 7.340     |
| 22      | Renascença                 | 6.838     |
| 23      | Vitorino                   | 6.827     |
| 24      | Mariópolis                 | 6.581     |
| 25      | Enéas Marques              | 5.996     |
| 26      | Saudade do Iguaçu          | 5.427     |
| 27      | Pranchita                  | 5.157     |
| 28      | Nova Esperança do Sudoeste | 5.046     |
| 29      | Flor da Serra do Sul       | 4.624     |
| 30      | Cruzeiro do Iguaçu         | 4.263     |
| 31      | Salgado Filho              | 3.580     |
| 32      | Bom Jesus do Sul           | 3.541     |
| 33      | Bom Sucesso do Sul         | 3.237     |
| 34      | Sulina                     | 2.981     |
| 35      | Manfrinópolis              | 2.605     |
| 36      | Boa Esperança do Iguaçu    | 2.503     |
| -       | Total                      | 582.029   |

## Ver Também
Lista de municípios do Paraná por população